# Liste des châteaux de l'Ariège
Cet article recense de manière non exhaustive les châteaux (de défense ou d'agrément), maisons fortes, mottes castrales, situés dans le département français de l'Ariège. Il est fait état des inscriptions et classements au titre des monuments historiques.

## Liste
| Icône            | Signification    | Abréviations             | Abréviations                  | Abréviations             | Abréviations           |
| ---------------- | ---------------- | ------------------------ | ----------------------------- | ------------------------ | ---------------------- |
| Château fort     | Château fort     | = Bastide                | = Ferme fortifiée             | = Maison forte           | = (Néo-)Palladianisme  |
| Renaissance      | Renaissance      | = Château gascon         | = Folie (montpelliéraine)     | = Manoir, Gentilhommière | = Résidence épiscopale |
| Domaine viticole | Domaine viticole | = Classicisme, classique | = Forteresse, fort(ification) | = Maison (noble)         | = Style Beaux-Arts     |
| Palais           | Palais           | = Commanderie            | = Gothique (flamboyant)       | = Néo-baroque            | = Style Second Empire  |
| Ruine ou disparu | Ruine, disparu   | = Château pinardier      | = Hôtel particulier           | = Néo-classique          | = Style italianisant   |
|                  |                  | = Demeure seigneuriale   | ... = Style Louis XII...XVI   | = Néo-gothique           | = Style troubadour     |
|                  |                  | = Éclectisme             | = Logis (seigneurial)         | = Néo-Renaissance        | = Villa (de Nice)      |
| Baroque, rococo  | Baroque, rococo  | = Édifice religieux      | = Motte castrale/féodale      | = Pavillon de chasse     | = Styles du XXe siècle |

| Type                                           | Château                                | Commune                             | Protection | Notes | Coordonnées                        | Illustration |
| ---------------------------------------------- | -------------------------------------- | ----------------------------------- | --- | --- | ---------------------------------- | ------------ |
| Forteresse, fort(ification) · Ruine ou disparu | Spoulga d'Alliat                       | Alliat                              | | Grotte fortifiée                                                                                                   | 42° 51′ 00″ N, 1° 35′ 13″ E        |              |
|                                                | Château d'Alos                         | Alos                                | | | 42° 54′ 36″ N, 1° 08′ 41″ E        |              |
|                                                | Château d'Arconac                      | Val-de-Sos                          | | | 42° 46′ 31″ N, 1° 30′ 44″ E        |              |
| Château fort · Ruine ou disparu                | Château d'Artix                        | Artix                               | | Moyen Âge | 43° 04′ 04″ N, 1° 33′ 42″ E        |              |
|                                                | Château d'Arvigna                      | Arvigna                             | | |                                    |              |
|                                                | Château d'Aucazein                     | Aucazein                            | | |                                    |              |
|                                                | Château de Bagens                      | Lorp-Sentaraille                    | | | 43° 01′ 11″ N, 1° 06′ 18″ E        |              |
|                                                | Château de Bénac                       | Bénac                               | | XVIIe remanié XIXe                                                                                                 | 42° 57′ 13″ N, 1° 31′ 35″ E        |              |
|                                                | Château de Bonnac                      | Bonnac                              | | fin XVe restauré XVIIe                                                                                             |                                    |              |
| Château fort · Ruine ou disparu                | Château vieux de Brassac               | Brassac                             | | | 42° 56′ 49″ N, 1° 32′ 17″ E        |              |
|                                                | Château de Brassac                     | Brassac                             | | | 42° 56′ 50″ N, 1° 32′ 14″ E        |              |
| Château fort · Ruine ou disparu                | Château de Calamès                     | Bédeilhac-et-Aynat                  | | XIIIe siècle | 42° 52′ 12″ N, 1° 33′ 31″ E        |              |
| Château fort                                   | Château de Castelbon                   | Betchat                             | | XIVe siècle | 43° 06′ 01″ N, 1° 01′ 23″ E        |              |
| Château fort · Ruine ou disparu                | Castelet du Castet d'Aleu              | Aleu                                | | Moyen Âge | 42° 54′ 23″ N, 1° 15′ 03″ E        |              |
| Château fort · Ruine ou disparu                | Château de Château-Verdun              | Château-Verdun                      | | Moyen Âge | 42° 46′ 51″ N, 1° 40′ 43″ E        |              |
| Renaissance                                    | Château de Crampagna                   | Crampagna                           | Inscrit MH (1977, 2015) · Notice no PA00093785                                                                                     | XIIIe siècle | 43° 01′ 58″ N, 1° 36′ 15″ E        |              |
|                                                | Château Delcassé                       | Ax-les-Thermes                      | | Construit en 1900 (453 m² sur 3 étages) à la demande du ministre Théophile Delcassé. Baies et vitraux Art nouveau. |                                    |              |
| Renaissance                                    | Château de Fiches                      | Verniolle                           | Inscrit MH (2005) · Notice no PA09000015                                                                                           | | 43° 03′ 57″ N, 1° 39′ 36″ E        |              |
| Château fort                                   | Château de Foix                        | Foix                                | Classé MH (1840) · Notice no PA00093793                                                                                            | | 42° 57′ 56″ N, 1° 36′ 18″ E        |              |
| Renaissance                                    | Château de Fornex                      | Fornex                              | Inscrit MH (2007) · Notice no PA09000022                                                                                           | | 43° 10′ 13″ N, 1° 14′ 58″ E        |              |
| Ruine ou disparu                               | Château de Ganac                       | Ganac                               | | | 42° 57′ 09″ N, 1° 34′ 33″ E        |              |
| Château fort · Ruine ou disparu                | Château de la Garde                    | Seix et Ustou                       | Inscrit MH (1996) · Notice no PA09000002                                                                                           | | 42° 50′ 09″ N, 1° 12′ 10″ E        |              |
|                                                | Château de Gargas                      | Viviès                              | Inscrit MH (1997) · Classé MH (1998) · Notice no PA09000007                                                                        | | 43° 03′ 37″ N, 1° 46′ 54″ E        |              |
|                                                | Château de Gaudiès                     | Gaudiès                             | Inscrit MH (1977) · Notice no PA00093799                                                                                           | XIIIe et XVIIIe siècles                                                                                            | 43° 10′ 32″ N, 1° 43′ 51″ E        |              |
| Classicisme, classique                         | Château de Gudanes                     | Château-Verdun                      | Classé MH (1994) · Notice no PA00132943                                                                                            | XVIIIe siècle | 42° 47′ 02″ N, 1° 40′ 49″ E        |              |
|                                                | Château de la Hille                    | Montégut-Plantaurel                 | | lire Musée des Enfants du château de la Hille                                                                      | 43° 04′ 44″ N, 1° 28′ 17″ E        |              |
| Ruine ou disparu                               | Château de Labarre                     | Foix                                | | | 42° 59′ 47,81″ N, 1° 37′ 03,695″ E |              |
|                                                | Château de La Bastide-de-Lordat        | La Bastide-de-Lordat                | | ou château de La Bastide-de-Garderenoux                                                                            |                                    |              |
|                                                | Château de Lacombe                     | Tarascon-sur-Ariège                 | Classé MH (1983) · Inscrit MH (1992) · Notice no PA00093926                                                                        | | 43° 04′ 44″ N, 1° 28′ 17″ E        |              |
|                                                | Château de La Bastide-de-Lordat        | La Bastide-de-Lordat                | | ou château de La Bastide-de-Garderenoux                                                                            |                                    |              |
| Château fort · Ruine ou disparu                | Château de Lagarde                     | Lagarde                             | Classé MH (1914) · Notice no PA00093800                                                                                            | XIe siècle | 43° 03′ 02″ N, 1° 56′ 08″ E        |              |
|                                                | Château de Lanoux                      | Lanoux                              | | |                                    |              |
|                                                | Château de Lapouge                     | Bénac                               | | |                                    |              |
| Éclectisme                                     | Château de Léran                       | Léran                               | Inscrit MH (1959, 1986) · Notice no PA00093804                                                                                     | XIIe et XVe siècles                                                                                                | 42° 59′ 25″ N, 1° 54′ 42″ E        |              |
|                                                | Château de Ligny                       | Les Bordes-sur-Arize                | | |                                    |              |
|                                                | Château de Longpré                     | Varilhes                            | | XVIIIe siècle | 43° 04′ 05″ N, 1° 37′ 47″ E        |              |
| Château fort · Ruine ou disparu                | Château de Lordat                      | Lordat                              | Classé MH (1923) · Notice no PA00093809                                                                                            | XIe et XVe siècles                                                                                                 | 42° 46′ 33″ N, 1° 44′ 54″ E        |              |
| Château fort                                   | Château de Loubières                   | Loubières                           | Inscrit MH (1977) · Notice no PA00093812                                                                                           | XIIIe siècle | 43° 00′ 34″ N, 1° 36′ 01″ E        |              |
|                                                | Château de Marveille                   | Les Bordes-sur-Arize                | | |                                    |              |
| Château fort · Ruine ou disparu                | Château de Miglos (Château d'Arquizat) | Miglos                              | Classé MH (1987) · Notice no PA00093824                                                                                            | XIVe siècle | 42° 47′ 48″ N, 1° 35′ 26″ E        |              |
| Château fort · Ruine ou disparu                | Château de Mirabat                     | Oust, Seix et Ustou                 | Inscrit MH (1995) · Notice no PA00135439                                                                                           | XIIe siècle | 42° 50′ 41″ N, 1° 12′ 44″ E        |              |
| Ruine ou disparu                               | Château de Miramont                    | Rabat-les-Trois-Seigneurs et Saurat | | fut un vrai château cathare                                                                                        | 42° 51′ 44″ N, 1° 32′ 44″ E        |              |
| Château fort · Ruine ou disparu                | Château de Montaillou                  | Montaillou                          | Inscrit MH (1984) · Notice no PA00093884                                                                                           | XIIIe siècle | 42° 47′ 13″ N, 1° 53′ 39″ E        |              |
| Château fort · Ruine ou disparu                | Château de Montaut                     | Montaut                             | | | 43° 11′ 16″ N, 1° 38′ 31″ E        |              |
|                                                | Château de Montégut-en-Couserans       | Montégut-en-Couserans               | Inscrit MH (1987) · Notice no PA00093885                                                                                           | XIIe et XVIIe siècles                                                                                              | 42° 58′ 52″ N, 1° 05′ 52″ E        |              |
| Ruine ou disparu                               | Château de Montréal-de-Sos             | Auzat                               | | | 42° 45′ 49″ N, 1° 29′ 23″ E        |              |
| Château fort · Ruine ou disparu                | Château de Montségur                   | Montségur                           | Classé MH (1862, 1989) · Notice no PA00093892 · Notice no IA09002575 · Notice no SPR7600004 · Notice no M0545 · Site classé (2001) | XIIIe siècle, ancien château cathare construit en 1206, aujourd'hui en ruine                                       | 42° 52′ 32″ N, 1° 49′ 57″ E        |              |
|                                                | Château de Nescus                      | Nescus                              | | Construit en 1700, mis en vente par la ville de Paris mi-septembre 2021.                                           | 42° 59′ 37″ N, 1° 26′ 25″ E        |              |
| Château fort                                   | Château de Nogarède                    | Sieuras                             | Inscrit MH (1989) · Notice no PA00093945 · Notice no IA09004182                                                                    | Projet 2021 retenu pour l'Ariège par la mission Patrimoine de S. Bern.                                             | 43° 12′ 09″ N, 1° 21′ 37″ E        |              |
| Renaissance                                    | Château d'Orgeix                       | Orgeix                              | | | 42° 42′ 34″ N, 1° 51′ 19″ E        |              |
| Château fort                                   | Château de Pailhès                     | Pailhès                             | Inscrit MH (1997) · Notice no PA09000004 · Notice no PA09000005 · Notice no IA09004145 · Notice no IA09004146                      | Moyen Âge, XVIIe et XVIIIe siècles                                                                                 | 43° 06′ 02″ N, 1° 26′ 42″ E        |              |
| Villa                                          | Château de Peyroutet-Vadier            | Montaut                             | Inscrit MH (1993) · Notice no PA00093942 · Notice no IA09004130                                                                    | XVIIe et XVIIIe siècles                                                                                            | 43° 12′ 10″ N, 1° 37′ 10″ E        |              |
|                                                | Château de Poudelay                    | Fabas                               | Inscrit MH (2007) · Notice no PA09000019 · Notice no IA09004211                                                                    | | 43° 07′ 33″ N, 1° 07′ 32″ E        |              |
| Renaissance                                    | Château de Prat                        | Prat-Bonrepaux                      | Inscrit MH (1997) · Notice no PA09000006 · Notice no IA09004153                                                                    | | 43° 01′ 49″ N, 1° 00′ 57″ E        |              |
| Château fort                                   | Château de Queille                     | Saint-Quentin-la-Tour               | Inscrit MH (1944) · Notice no PA00093914                                                                                           | XIIe et XIVe siècles, XVIe et XVIIIe siècles                                                                       | 43° 02′ 17″ N, 1° 54′ 24″ E        |              |
| Ruine ou disparu                               | Château de Quérigut                    | Quérigut                            | | | 42° 41′ 58″ N, 2° 05′ 52″ E        |              |
|                                                | Château de Riveneuve                   | Pamiers                             | | XVIIe siècle | 43° 07′ 42″ N, 1° 39′ 07″ E        |              |
| Ruine ou disparu                               | Château de Roquefixade                 | Roquefixade                         | Inscrit MH (1952) · Classé MH (1995) · Notice no PA00135437                                                                        | | 42° 56′ 20″ N, 1° 45′ 12″ E        |              |
|                                                | Château de Roques                      | Teilhet                             | | fin XIXe - Famille de Portes - Hôtellerie                                                                          | 43° 05′ 08″ N, 1° 47′ 39″ E        |              |
|                                                | Château de Rozès                       | Saint-Lizier                        | | |                                    |              |
| Château fort · Ruine ou disparu                | Château Saint-Barthélémy               | Durban-sur-Arize                    | Inscrit MH (1992) · Notice no PA00093950 · Notice no IA09004030                                                                    | Moyen Âge | 43° 01′ 18″ N, 1° 19′ 55″ E        |              |
|                                                | Château des Salenques                  | Les Bordes-sur-Arize                | | |                                    |              |
|                                                | Château de Savignac-les-Ormeaux        | Savignac-les-Ormeaux                | Inscrit MH (1994) · Notice no PA00132657 · Notice no IA09000487                                                                    | XVIe et XIXe siècles                                                                                               | 43° 29′ 20″ N, 1° 00′ 32″ E        |              |
|                                                | Château de Seix                        | Seix                                | Inscrit MH (1994) · Notice no PA00093917 · Notice no IA09004177                                                                    | XVIe et XXe siècles                                                                                                | 42° 51′ 53″ N, 1° 12′ 05″ E        |              |
| Style troubadour                               | Château de Sibra                       | Lagarde                             | Inscrit MH (2004) · Notice no PA09000013 · Notice no IA09000017 · Notice no IA09002705                                             | XIXe siècle | 43° 02′ 35″ N, 1° 55′ 27″ E        |              |
| Château fort · Ruine ou disparu                | Château de Terride                     | Mirepoix                            | Classé MH (1875) · Notice no PA00093827 · Site classé (1943)                                                                       | Moyen Âge | 43° 06′ 00″ N, 1° 52′ 47″ E        |              |
|                                                | Château de Trémoulet                   | Trémoulet                           | | Moyen Âge |                                    |              |
| Château fort · Ruine ou disparu                | Château d'Usson                        | Rouze                               | Inscrit MH (1978, 1996, 1997) · Notice no PA00093902 · Notice no IA09004158                                                        | Moyen Âge | 42° 44′ 08″ N, 2° 05′ 15″ E        |              |
| Château fort · Renaissance                     | Château du val Larbont                 | La Bastide-de-Sérou                 | | XIIIe et XVIe siècles                                                                                              | 43° 00′ 42″ N, 1° 24′ 52″ E        |              |
| Classicisme, classique                         | Château des vicomtes du Couserans      | Saint-Girons                        | Inscrit MH (1988) · Notice no PA00093905                                                                                           | XVIe et XVIIe siècles                                                                                              | 42° 58′ 57″ N, 1° 08′ 40″ E        |              |
|                                                | Château de Villemur                    | Ax-les-Thermes                      | | | 42° 43′ 20″ N, 1° 50′ 24″ E        |              |